# Веронский конгресс
Веронский конгресс — последний дипломатический конгресс Священного союза. Конгресс проходил с 20 октября по 14 декабря 1822 года в итальянском городе Верона, находившемся по решению Венского конгресса 1814—1815 годов в составе Австрийской империи. На конгрессе присутствовали Александр I, австрийский император Франц II, прусский король Фридрих Вильгельм III, итальянские государи и многочисленные дипломаты.

## Участники конгресса

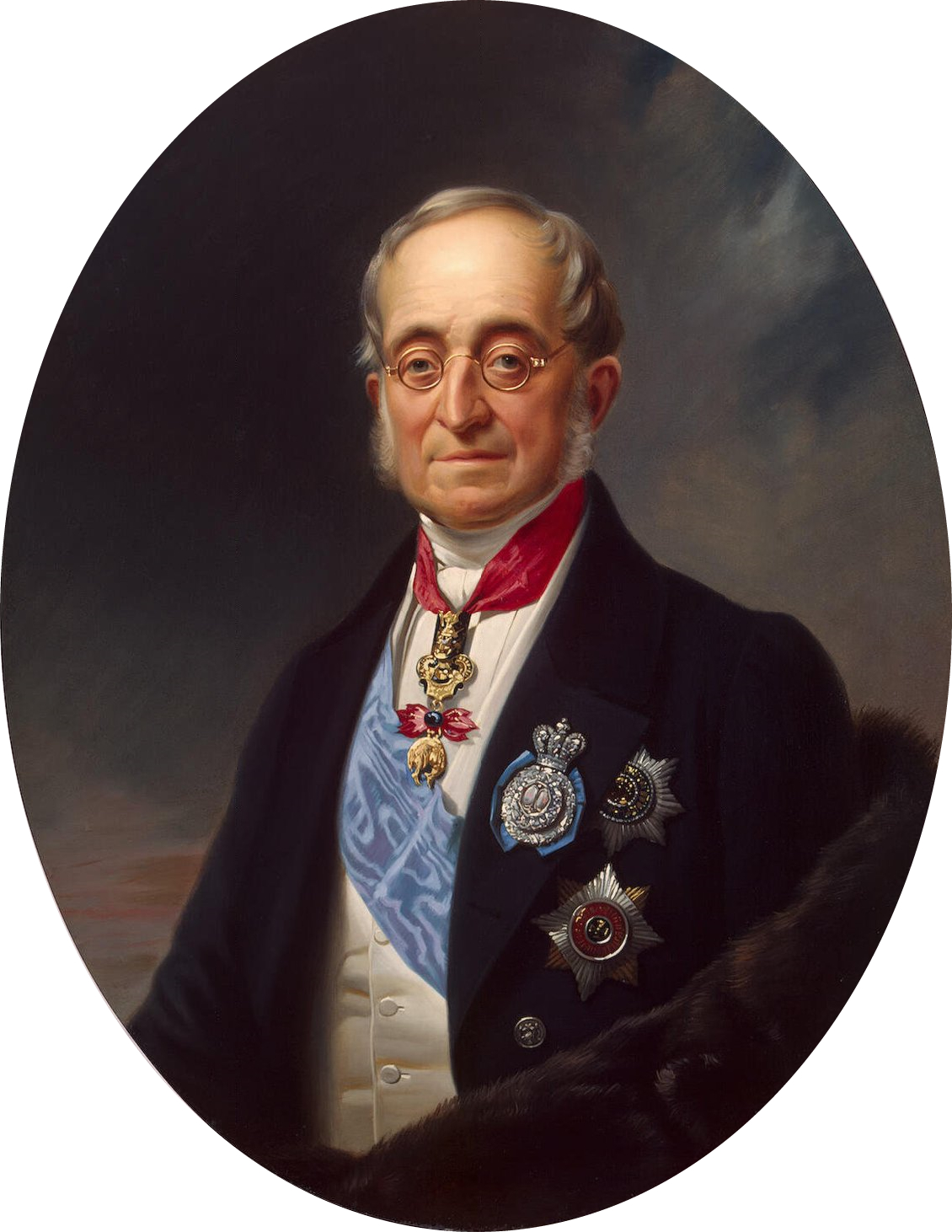
Граф Карл Васильевич Нессельроде

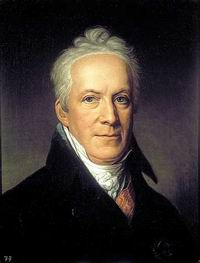
Князь Гарденберг (ок. 1822)
портрет кисти Фридриха Вейча

Предложение о проведении встречи с целью «вновь подтвердить существование союза и единства монархов» было сделано австрийским императором Францем II императору России Александру I через Д. П. Татищева в июне 1822 года. 13 (25) июля 1822 года К. В. Нессельроде сообщил через Татищева, что Александр I согласен с проведением конгресса в Вероне. Согласие участвовать в конгрессе выразили также прусский (Пруссию представлял канцлер Гарденберг) и французский (представителями Франции были министр иностранных дел Монморанси-Лаваль и виконт Шатобриан) дворы. Британским представителем на конгрессе должен был стать министр иностранных дел Каслри, но в августе 1822 года он покончил жизнь самоубийством, и Великобританию на конгрессе представлял герцог Веллингтон.
Кроме них в заседаниях конгресса принимали участие король Сардинии Карл Феликс, сицилийский король Фердинанд I, папский легат кардинал Спина, великий герцог Тосканский Фердинанд III.

## Повестка дня конгресса
Главной проблемой среди обсуждавшихся на его заседаниях была подготовка французской интервенции с целью подавления революции в Испании. Кроме этого на повестке дня конгресса стояли следующие вопросы:
- признание независимости латиноамериканских государств;
- положение в итальянских государствах;
- меры по прекращению работорговли;
- восточный вопрос;
- жалоба Сардинского королевства на Швейцарию;
- свобода судоходства по Рейну.

## Ситуация в Испании
На конфиденциальном заседании уполномоченных пяти держав Монморанси-Лаваль сделал своё «вербальное сообщение» о состоянии франко-испанских отношений и заявил, что тюильрийский кабинет хотел бы знать, какова будет моральная и материальная помощь союзных держав Франции в случае проведения ею акции против революционного правительства Испании.
Россия, Австрия и Пруссия согласились разорвать дипломатические отношения с революционным правительством в Мадриде и оказать Франции моральную, а в случае необходимости и материальную поддержку. Особую позицию заняла Англия. В инструкциях министра иностранных дел Каннинга герцогу Веллингтону предписывалось «не вмешиваться ни применением силы, ни угрозой» в дела Испании. Правительство Англии считало, что для безопасности Франции ей достаточно расположить на франко-испанской границе обсервационный корпус.
На заседании 17 ноября 1822 г. уполномоченные четырёх держав (кроме Англии) сформулировали три условия, при наличии которых союзники Франции намеревались выполнить свои обязательства. Эти условия легли в основу протокола, являвшегося по существу секретным соглашением четырёх держав, подписанного на заседании 19 ноября 1822 года:

Уполномоченные Австрии, Франции, Пруссии и России, признав необходимым определить случаи, в которых предполагаемые соглашения, принятые с французским двором дворами австрийским, прусским и российским в виду войны, объявленной или вызванной нынешним правительством Испании, сделаются обязательными для держав, которые в сём деле приняли участие, согласились в точности установить применение упомянутых обязательств в следующих пределах.
Статья I
Три случая, в которых предположенные соглашения между четырьмя державами, подписавшими настоящий протокол, сделаются непосредственно обязательными, суть:
1) случай вооружённого со стороны Испании нападения на французскую территорию или официального акта со стороны испанского правительства, вызывающего непосредственно к возмущению подданных той или другой из держав;
2) случай объяления е. в-ва короля Испании лишённым трона или процесса, направленного против его августейшей особы, или подобного же свойства посягательства против членов его семейства;
3) случай формального акта испанского правительства, нарушающего законные наследственные права королевской фамилии…
— Внешняя политика России XIX и начала XX века. Документы Российского министерства иностранных дел. Серия вторая. Т. IV (XII). М., Наука, 1980. С.591.
Британский представитель отказался подписать протокол от 19 ноября 1822 года под тем предлогом, что этот документ может создать опасность для жизни испанской королевской семьи. Британский кабинет предписал своему посланнику в Мадриде предложить четырём дворам только «добрые услуги». Веллингтон лично сочувствовал решению конгресса о вмешательстве Франции от имени Европы в дела Испании. Строго конфиденциально он сообщил Х. А. Ливену план военных действий для французской армии, который действительно использовался во время похода последней в Испанию.
7 апреля 1823 года французская армия перешла Пиренеи и вступила в Испанию. Осенью того же года испанская революция была подавлена.

## Вопрос о признании независимости латиноамериканских государств
На заседании 24 ноября герцог Веллингтон сообщил точку зрения Англии по вопросу о признании независимости бывших испанских колоний в Америке. Британский кабинет отмечал, что английская торговля с новыми латиноамериканскими государствами и необходимость борьбы с пиратством уже побудили Англию де факто признать правительства названных государств. Правительство Англии было весьма заинтересовано в своём посредничестве в данном вопросе, учитывая неизбежность признания независимости стран Латинской Америки другими государствами.
Позиция Франции была сформулирована 26 ноября. Она заключалась в том, что, хотя и желательно, чтобы Испания обеспечила американскому континенту мир и процветание, она всё же должна уступить «силе вещей». В заявлении уполномоченных России от 27 ноября 1822 г. говорилось, что Александр I заявляет о своей верности «охранительным принципам» и желает Испании успеха в восстановлении её связи с колониями на «прочной взаимовыгодной основе». В свою очередь, Австрия и Пруссия 28 ноября 1822 г. категорически отказались признать независимость «испанских провинций в Америке».
Никаких решений по вопросу о признании независимости молодых латиноамериканских государств на Веронском конгрессе принято не было. В протоколе уполномоченных пяти держав от 28 ноября 1822 года было приведено заявление Веллингтона о том, что признание де факто Великобританией независимости стран Латинской Америки вызвано интересами многих британских подданных, поддерживавших тесные связи с этими странами, но что Георг IV также желает примирения Испании с её колониями.

## Положение в итальянских государствах
На заседании 2 декабря 1822 г. присутствовали уполномоченные России, Австрии, Пруссии, а также Сардинского королевства, то есть представители держав, подписавших Новарскую декларацию от 24 июля 1821 года. Государственный секретарь Сардинского королевства В. Латур зачитал памятную записку, содержавшую заявление Карла-Феликса о том, что восстановление мира в его стране завершено и что австрийскую военную оккупацию королевства можно прекратить. В результате обсуждения уполномоченные союзных держав приняли решение о выводе австрийского вспомогательного корпуса до 30 сентября 1823 г., о порядке снабжения остающихся до этого времени в Сардинском королевстве австрийских войск и о необходимости заключения по всем этим вопросам конвенции между Россией, Австрией и Пруссией, с одной стороны, и Сардинским королевством — с другой, которое и состоялось в тот же день (см.).

… Гг. уполномоченные обсудили … предложения г-на Латура и приняли следующие решения:
1) учитывая удовлетворительное положение во владениях е.в-ва сардинского короля, обеспеченное в результате их переустройства, а также просьбу е.к.в-ва, оккупация Пьемонта будет прекращена в соответствии с условиями, указанными в нижеследующем пункте;
2) вывод австрийских войск будет проводиться в три отдельных этапа, а именно: 4 тыс. человек — к 31 декабря 1822 г., 3 тыс. — к 31 марта 1823 г. и остальные 5 тыс. — к концу последующих 6 месяцев, с тем чтобы полная эвакуация Пьемонта и передача крепости Алессандрия, которая должна быть эвакуирована в последнюю очередь, были завершены не позднее чем к 30 сентября 1823 г. …
— Внешняя политика России XIX и начала XX века. Документы Российского министерства иностранных дел. Серия вторая. Т. IV (XII). М., Наука, 1980. С.603.
На заседании представителей пяти держав, состоявшемся 5 декабря 1822 г. уполномоченные Великобритании и Франции безоговорочно присоединились к решению подписавших Новарскую конвенцию правительств о выводе австрийских войск из Пьемонта.
8 декабря 1822 г. состоялось заседание представителей России, Австрии, Пруссии и Королевства Обеих Сицилий, то есть уполномоченных держав, подписавших Неаполитанскую конвенцию от 18 октября 1821 г. А.Руффо сообщил о просьбе Фердинанда I сократить число австрийских войск, расквартированных в его стране, до 35 тыс. человек. В тот же день с этой просьбой согласились все участники конгресса. На заседании четырёх держав (кроме Англии) 13 декабря 1822 г. с участием уполномоченных государств Италии: Пармы, Тосканы, Папской области, Лукки, Модены, Массы и Каррары были заслушаны и внесены в протокол их декларации, содержавшие благодарность итальянских монархов за «великодушные заботы и благожелательность» союзных держав и за «установление порядка» в Италии.

## Работорговля

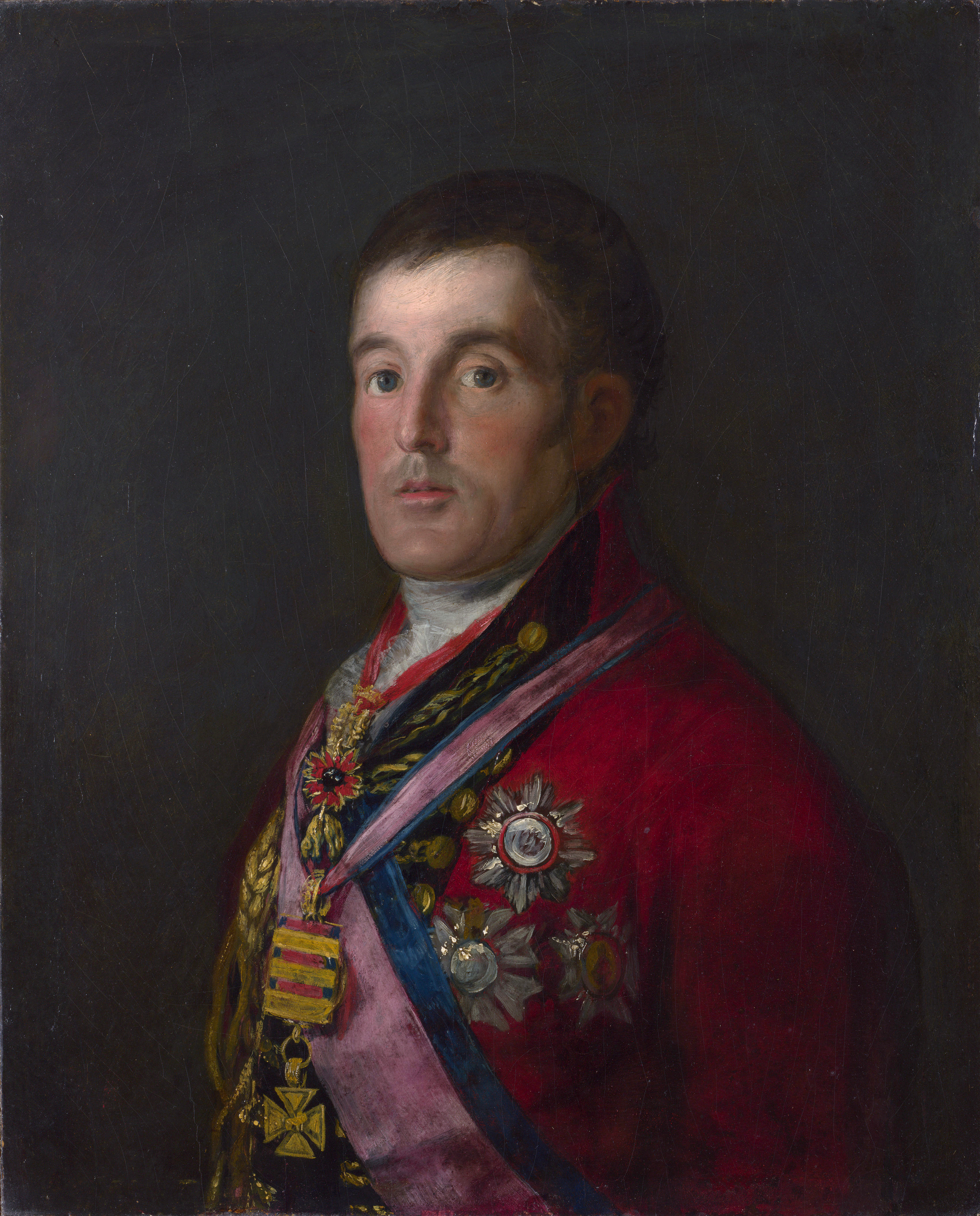
Портрет герцога Веллингтона работы Гойи

24 ноября 1822 г. на заседании уполномоченных пяти держав герцог Веллингтон представил памятную записку о работорговле. В ней подчёркивалось, что со времени принятия декларации Венского конгресса от 8 февраля 1815 г. (см.) и издания главными морскими державами законов против работорговли она продолжается во всё возрастающих размерах. Веллингтон обратил внимание на то, что к Венской декларации ещё не присоединились Португалия и Бразилия и что многие работорговцы вывозят негров на кораблях, плавающих под французским флагом, а меры, принятые правительством Франции, недостаточны. Конгрессу, заявил британский уполномоченный, следует принять новую декларацию, которая обязала бы морские державы относиться к работорговле, как к пиратству.
Российский уполномоченный К. В. Нессельроде от имени Александра I осудил торговлю неграми «как противоречащую религии, справедливости и человечности» и заявил, что, Россия готова присоединиться к мерам, которые примет конгресс. Правительство России высказалось также за отказ покупать колониальные товары у стран, не прекративших работорговлю. Поскольку при этом имелась в виду главным образом Португалия, то Александр I предлагал заранее предупредить её об этом. Австрия и Пруссия также согласились присоединиться к новой декларации о запрете на работорговлю, а Франция, согласившись с общими положениями декларации, отказалась подчиниться мерам надзора, контроля и наказания, предлагавшимися в записке герцога Веллингтона (в первую очередь речь шла о конфискации кораблей работорговцев).
В результате на заседании 28 ноября был подписан протокол пяти держав, лишь подтверждавший положения декларации Венского конгресса относительно запрещения торговли неграми. В нём было также зафиксировано согласие России, Австрии и Пруссии с предложением Великобритании передать нерешённые вопросы (об отношении к Португалии и её колониям) на рассмотрение Лондонской конференции по работорговле. Однако в последующие годы эти вопросы европейскими державами не рассматривались.

## Восточный вопрос
Отношения с Османской Портой обсуждались на заседаниях 9, 26 и 27 ноября 1822 г. По ним состоялся неофициальный обмен мнениями, хотя и велись протоколы в форме журнальных записей (как и во время всего конгресса).
На заседании 9 ноября Татищев зачитал декларацию, в которой излагались условия восстановления дипломатических отношений между Россией и Османской империей, а также содержалась просьба к союзным державам продолжить добрые услуги в Константинополе с целью принудить Порту выполнить требования России (уважать права греков, заявить о выводе своих войск из Дунайских княжеств, снять ограничения на торговлю и обеспечить свободу мореплавания в Чёрном море.
Австрия выразила готовность «поддержать самым действенным образом» требования России. Одновременно австрийский кабинет выражал надежду, что остальные союзники поддержат его усилия, дабы «продемонстрировать триумф прославленного союза великих держав над крамольниками».
На заседании 26 ноября французский уполномоченный Караман и представитель Пруссии Гацфельдт заверили в том, что их дипломатические представители в Константинополе поддержат усилия других союзных держав с целью «ускорить восстановление доброго согласия между двумя империями». В британской декларации, зачитанной Веллингтоном, отмечались «великодушие и умеренность» Александра I и говорилось о пожелании Георга IV, чтобы Порта выполнила русские требования. Вместе с тем утверждалось, что Порта уже будто бы пошла на крупные уступки своим подданным-христианам и России, и выражалась надежда, что Александр I вскоре выразит удовлетворение этими уступками. В отношении требования петербургского кабинета о свободном проходе российских кораблей через Черноморские проливы, английская декларация содержала заверение в желании британского правительства оказывать содействие росту благосостояния «некоторых принадлежащих е.и.в-ву областей» (то есть южных губерний России).
В ответной декларации, зачитанной Д. П. Татищевым 27 ноября Россия выразила удовлетворение готовностью союзников дать своим дипломатическим представителям в Османской империи указание приложить все усилия для достижения успеха на порученных им важных переговорах с Портой.
Временное греческое правительство обратилось к Веронскому конгрессу с декларацией, подписанной в Аргосе 29 августа 1822 г., в которой просило допустить на конгресс своих депутатов с тем, чтобы они могли изложить позицию греческих повстанцев и просить конгресс поддержать борьбу греков за национальную независимость, или как минимум соблюдать нейтралитет:503  (см. статью Греческая революция). Двум депутатам греческого правительства Андреасу Метаксасу и французскому филэллину, полковнику греческой службы Журдену было поручено доставить эту декларацию в Верону. Однако их просьба о допуске на заседания конгресса не была удовлетворена.

## Жалоба Сардинского королевства наШвейцарию
На заседании уполномоченных четырёх держав (кроме Англии) 14 декабря 1822 г. сардинский представитель Латур представил ноту о том, что Швейцарская Конфедерация, несмотря на настоятельные требования сардинского правительства, не выдворяет укрывшихся на её территории осуждённых сардинских революционеров. Король Карл-Феликс обращался к союзным державам с просьбой побудить федеральное правительство Швейцарии удовлетворить это требование. Уполномоченные четырёх держав дали согласие оказать добрые услуги при рассмотрении с швейцарским правительством вопроса о высылке пьемонтских эмигрантов. Вместе с тем союзники решили и впредь оказывать такую же услугу любому государству, требующему выдворения политических эмигрантов из соседней страны. В апреле 1823 г. швейцарское правительство формально отвергло жалобу Сардинского королевства, охарактеризовав её как «чрезмерную», однако некоторые пьемонтские эмигранты были оштрафованы или заключены в тюрьму.

## Свобода судоходства поРейну
На заседании уполномоченных пяти держав 27 ноября 1822 г. герцог Веллингтон внёс предложение о том, чтобы посланники пяти держав в Брюсселе предприняли демарш перед правительством Нидерландов об устранении помех свободе судоходства по Рейну, что было специально оговорено в Заключительном акте Венского конгресса.
По завершении Веронского конгресса правительства Англии, Пруссии, Австрии и России направили ноты правительству Нидерландов, в которых выражалось требование об отмене введённых Нидерландами таможенных ограничений на Рейне.

## Итоги Веронского конгресса
Итоги Веронского конгресса были подведены в циркуляре петербургского, венского и берлинского кабинетов дипломатическим представителям России, Австрии и Пруссии за границей от 14 декабря 1822 года. Он был подписан Нессельроде, Меттернихом и Бернсторфом. В циркуляре было подтверждено право Священного союза на вмешательство во внутренние дела всякого государства, где революционное движение угрожает монархическим устоям других держав. В документе, в частности, оправдывалось вмешательство в дела итальянских государств в 1821 г. и разрыв с революционным правительством Испании, а также осуждались действия греческих революционеров. По мнению А.Дебидура, «этот новый манифест контрреволюции был продиктован венским двором».
Во время Веронского конгресса обнаружились серьёзные разногласия между великими европейскими державами: во-первых, по вопросу вмешательства в дела Испании (континентальные державы против Англии); во-вторых, по поводу поддержания стабильности политического положения во Франции (основатели Священного союза — Россия, Австрия и Пруссия, с одной стороны, и Франция — с другой); в-третьих, по вопросу о признании независимости стран Латинской Америки (между тремя вышеназванными державами, с одной стороны, и Англией, а также колебавшейся Францией — с другой). Россия, Пруссия и Австрия уполномочили Францию выступить от имени Священного союза против испанской революции и распространить интервенцию и на испанские колонии в Латинской Америке. Это решение вызвало возражение Великобритании, опасавшейся усиления конкуренции со стороны Франции на латиноамериканских рынках. Великобритания обратилась к США с предложением о координации совместного противостояния планам Священного союза, касающимся Латинской Америки. Результатом стало провозглашение американским президентом внешнеполитической доктрины Монро — «Америка для американцев». В результате европейским монархиям пришлось отказаться от распространения интервенции на бывшие испанские колонии.
Кроме этих проблем можно назвать и постепенно нараставшие противоречия между Россией, с одной стороны, и Англией, Австрией и Францией — с другой, в отношении греческого национально-освободительного восстания. О. Б. Шпаро считал, что западные державы стремились затормозить решение греческого вопроса, чтобы дать возможность Порте подавить восстание греков (см.).

## Планы по созыву нового конгресса
В конце 1823 г. испанский король Фердинанд VII предложил план созыва нового конгресса либо трёх, либо пяти держав по вопросу о противодействии латиноамериканской революции. Этот план был поддержан Меттернихом и в принципе одобрен Александром I, но в конфиденциальной депеше Нессельроде Д. П. Татищеву от 1 (13) мая 1824 г. было высказано замечание о его нереальности. Столкнувшись с сопротивлением Великобритании, признавшей независимость латиноамериканских стран, и Франции, отложившей своё решение на неопределённый срок, российский кабинет поддержал испанское предложение передать этот вопрос на рассмотрение Парижской конференции послов. Таким образом, предложенный европейскими консерваторами в 1824 г. новый конгресс держав Священного союза не смог состояться. А дальнейшую перспективу конгрессов во многом свела на нет смерть императора Александра I.